# 天主教戈羅卡教區
天主教戈羅卡教區（拉丁語：Dioecesis Gorokana）是巴布亞紐幾內亞一個羅馬天主教教區，屬芒特哈根總教區。
1959年6月18日設宗座監牧區，1966年11月15日升為教區。
教區座堂位於凱法莫，2006年有教友16,393人（佔轄區總人口3.7%）、九個堂區、十二名司鐸。現任教區主教為達理阿·卡盧扎。